# Кубок Ліхтенштейну з футболу 1969—1970
Кубок Ліхтенштейну з футболу 1969—1970 — 25-й розіграш кубкового футбольного турніру в Ліхтенштейні. Титул здобув Вадуц.

## Перший раунд
Бальцерс не брав участь в турнірі.
| Команда 1 | Рахунок | Команда 2      |
| --------- | ------- | -------------- |
| Трізен II | 5–2     | Руггелль II    |
| Руггелль  | 3–3     | Бальцерс II    |
| Вадуц III | 2–1     | Ешен-Маурен    |
| Шан II    | 5–0     | Ешен-Маурен II |

Вільні від першого раунду Шан, Трізен, Вадуц та Вадуц II.
Перегравання
| Команда 1 | Рахунок | Команда 2   |
| --------- | ------- | ----------- |
| Руггелль  | 3–1     | Бальцерс II |

## Другий раунд
| Команда 1 | Рахунок | Команда 2 |
| --------- | ------- | --------- |
| Руггелль  | 1–4     | Трізен    |
| Вадуц III | 0–2     | Шан       |
| Вадуц-2   | 4–3     | Трізен II |
| Шан II    | 0–4     | Вадуц     |

## 1/2 фіналу
| Команда 1 | Рахунок                    | Команда 2 |
| --------- | -------------------------- | --------- |
| Трізен    | 1–3                        | Шан       |
| Вадуц-2   | перша команда пройшла далі | Вадуц     |

## Фінал
| 20 червня 1970 |

| Вадуц | 2–1 | Шан |
| ----- | --- | --- |
|       |     |     |

| Бальцерс |